# Вустров (Мекленбургише Зенплате)
Вустров (њем. Wustrow) општина је у њемачкој савезној држави Мекленбург-Западна Померанија. Једно је од 53 општинска средишта округа Мекленбург-Штрелиц. Према процјени из 2010. у општини је живјело 733 становника. Посједује регионалну шифру (AGS) 13055080.

## Географски и демографски подаци
Вустров се налази у савезној држави Мекленбург-Западна Померанија у округу Мекленбург-Штрелиц. Општина се налази на надморској висини од 70 метара. Површина општине износи 42,9 km². У самом мјесту је, према процјени из 2010. године, живјело 733 становника. Просјечна густина становништва износи 17 становника/km².

## Међународна сарадња
| Мјесто   | Држава | Врста сарадње | Од    |
| -------- | ------ | ------------- | ----- |
| Јерулосе | Данска | партнерство   | 2000. |
| Извор    |        |               |       |